# (466999) 2016 CX27
(466999) 2016 CX27 es un asteroide perteneciente al cinturón de asteroides, descubierto el 19 de septiembre de 2007 por el equipo Spacewatch desde el Observatorio Nacional de Kitt Peak (Arizona, Estados Unidos).